# 甲賀市立信楽中学校
甲賀市立信楽中学校（こうかしりつ しがらきちゅうがっこう）は、滋賀県甲賀市信楽町江田にある公立中学校。略称は「信中」（しんちゅう）。

## 概要
甲賀市信楽町地域のほぼ中央部に位置している。校舎周辺は教育関係施設が集約されており、信楽町市街地の文化ゾーンを形成している。
学区は信楽町地域の5小学校全てが対象で、通学方法は徒歩・自転車・信楽高原鐵道信楽線・信楽高原バスと学区により様々である。
体育館は2003年、プールは2004年に建て替えられており設備の整った施設である。中でもプールは県下でも珍しい室内温水プールであり市民にも一般開放されている。また、校舎本館も2007年の夏から秋にかけて大規模な耐震工事と、並行して内装の大改修工事が行われており、学習環境の整った中学校といえる。さらに学区内は信楽焼の産地であることから、体育館の地下1階には陶芸教室が設けられている。
先代の旧校舎は原因不明の火災により全焼した経緯を持つ。

### 学校教育目標
- 命いきいき、心ひろびろ[3]
  - ど真剣に学ぶ生徒
  - 心も元気、からだも元気な信中生
  - 思いやりのある心優しい生徒

### 生徒目標
- 意欲を持って学び考え行動する信中生
- 心も元気、からだも元気な信中生
- 人の痛み、苦しみ、悲しみなどが理解できる信中生

### 校訓
- 創意
- 剛健
- 自律
- 友愛
- 愛郷

## 沿革
- 1947年（昭和22年）4月1日 - 信楽・雲井・小原・朝宮・多羅尾の各中学校設置[2]。
- 1950年（昭和25年）6月5日 - 校章制定。
- 1950年（昭和25年）8月3日 - 第2期校舎竣工。
- 1951年（昭和26年）3月15日 - 校歌制定。
- 1952年（昭和27年）3月19日 - 校旗制定。
- 1952年（昭和27年）5月10日 - 第3期校舎竣工。
- 1954年（昭和29年）4月5日 - 第4期校舎竣工。
- 1954年（昭和29年）9月1日 - 町村合併により「信楽町立信楽中学校」に改称。
- 1959年（昭和34年）7月1日 - 旧体育館竣工。
- 1966年（昭和41年）7月23日 - 旧プール竣工。
- 1972年（昭和47年）7月2日 - 火災により旧校舎全焼。
- 1974年（昭和49年）4月23日 - 現在の新校舎竣工。
- 1983年（昭和58年）9月30日 - 現在の新技術科教室竣工。
- 1993年（平成5年）3月25日 - 情報教育棟竣工。
- 1997年（平成9年）10月15日 - 創立50周年記念式典挙行。
- 1998年（平成10年）3月13日 - 公式ホームページ開設。
- 1999年（平成11年）9月20日 - エレベーター、車椅子用トイレ設置。
- 2003年（平成15年）3月7日 - 現在の新体育館竣工。
- 2004年（平成16年）3月8日 - 現在の室内温水プール竣工。
- 2004年（平成16年）10月1日 - 市町村合併により「甲賀市立信楽中学校」に改称。

## 主な施設
- 校舎
  - 本館
  - 情報教育棟
    - コンピュータールーム（1F）
    - 多目的ルーム（2F）
    - 普通教室2室（3F）
- 体育館
  - 室内温水プール
  - ミーティングルーム（2F）
  - トレーニングルーム（2F）
  - 陶芸教室（B1）
- グラウンド
- テニスコート

## 部活動

### 運動部
- 野球部
- ソフトテニス部
- ソフトボール部
- サッカー部
- バスケットボール部
- バレーボール部

### 文化部
- 吹奏楽部
- 総合文化部
  - 科学部
  - 美術部
  - 家庭部

## 学区
- 旧信楽町全域[4]
  - 雲井小学校
  - 信楽小学校
  - 小原小学校
  - 朝宮小学校
  - 多羅尾小学校

## アクセス
- 信楽高原鐵道信楽線 信楽駅から徒歩15分
- 甲賀市コミュニティバス（信楽高原バス）
  - 信楽小学校停留所から徒歩5分
  - 窯業試験場停留所から徒歩5分
- 新名神高速道路 信楽ICから車で10分

## 著名な出身者
- 岩永峯一（元衆議院議員、第39代農林水産大臣）
- 三杉里公似（元大相撲小結）
- 大谷未央（元サッカー女子日本代表）
- 森川温子（ミュージカル俳優）

## 周辺
- 滋賀県立信楽高等学校
- 甲賀市立信楽小学校
- 信楽にこにこ園
  - 信楽幼稚園
  - 信楽保育園
- 滋賀県立窯業技術試験場
- 信楽学校給食センター
- 信楽青年寮 - 知的障害者更生施設
- 愛宕山
- 長石山 - 粘土の原料となる長石を採掘